# HD 62644
HD 62644，又名CD-44 3675，SAO 218923、HR 2998，是一颗恒星，视星等为5.06，位于銀經258.57，銀緯-10.57，其B1900.0坐标为赤經7h 39m 51.4s，赤緯-44° -10.57′ 9″。